# 2,4,6-Kolidyna
2,4,6-Kolidyna – organiczny związek chemiczny, jeden z izomerów konstytucyjnych kolidyny. Została wyizolowana w 1854 roku z oleju kostnego. Stosowana m.in. w reakcjach kondensacji jako amina heteroaromatyczna o niższej nukleofilowości i wyższej zasadowości (pKBH+ = 7,43) niż pirydyna (pKBH+ = 5,21).